# Pantalla de pilotes
Las pantallas de pilotes son un tipo de pantalla, o estructura de contención flexible, empleada habitualmente, si bien no solamente, en ingeniería civil, en edificios donde el terreno es muy blando, con poca cohesión, con peligro de desmoronamiento o presenta un nivel freático alto.
Se emplean si la excavación de la zanja es difícil. Es decir:
- En terrenos duros: se emplean máquinas piloteras de terrenos en roca.
- En zonas medianeras en las que hacerlo de otra forma pueda suponer riesgos, o porque la anchura de la zanja es muy pequeña.

## Tipos de pantallas de pilotes
Los tipos de pantallas de pilotes, según la disposición de los mismos, son:
- Pantallas de pilotes separados. Se han de emplear en terrenos cohesivos. El terreno se mantiene trabajando por efecto arco.

- Pantallas de pilotes tangentes. Se emplean si no hay problemas por el nivel freático.

- Pantallas de pilotes secantes. Se emplean cuando las filtraciones entre pilotes (tangentes o separados), pueden poner en riesgo la pantalla o los terrenos que sustenta.

- Datos: Q6059816